# المدرسة التذكارية
المدرسة التذكارية مدرسة سعودية يعد إنشاؤها بدايةً للتعليم الرسمي في مدينة الرياض، وأنشئت المدرسة بتوجيه من الملك عبد العزيز آل سعود بعد عودته من رحلته إلى مصر عام 1946م/ 1365هـ.

## التسمية
- سميت بهذا الاسم تذكاراً وابتهاجاً بعودة الملك عبد العزيز من زيارته التاريخية لمصر عام 1946م/ 1365هـ.[2]
- في عام 1384هـ غُير اسم المدرسة الأهلية إلى المدرسة التذكارية، وذلك بعد زيارة مجموعة من الطلاب يرافقهم أحد الأساتذة للملك فيصل بن عبد العزيزآل سعود راغبين مشاركته بالكلمة الافتتاحية للمجلة التي تعتزم إصدارها المدرسة، فوجه بتسمية المدرسة بـ "التذكارية" تذكارًا لعودة الملك عبدالعزيز من رحلته إلى مصر.[3][4]

## التاريخ
- عندما عاد الملك عبد العزيز من زيارته إلى مصر، وكانت جدة هي محطته الأولى في عودته، وقبل أن يتوجه إلى العاصمة الرياض قرر أهلها وتجارها الاحتفاء بالملك بعد هذه الزيارة التاريخية، وأجمعوا على إقامة احتفال خاص وكبير بمناسبة عودته، وجمعوا مبلغاً مالياً كبيراً لإتمام مراسم الحفل. ولما علم الملك عبد العزيز بعزم سكان الرياض على إقامة هذا الحفل أبلغ المنظمين بعدم اتخاذ أي إجراء يتعلق بذلك وعدم التصرف بالأموال التي تم جمعها لإقامة الاحتفال حتى يعود إلى الرياض، ثم اقترح على ممثلي الأهالي الاستفادة من الأموال التي جمعت للحفل بإقامة مشروع خيري أو نفعي يستفيد منه سكان الرياض، فكان هذا المشروع هو المدرسة الأهلية التي تغير اسمها لاحقاً إلى المدرسة التذكارية.
- افتتحت المدرسة التذكارية عام 1367هـ.
- أول مدير للمدرسة التذكارية هو الشيخ عبد الله بن إبراهيم السليم.
- تعد المدرسة التذكارية الأكبر في السعودية في ذلك الوقت من ناحية عدد طلابها وفصولها، حيث وصل عدد الدارسين بها في أحد الأعوام إلى 1500 طالب وعدد فصولها بمختلف الصفوف الدراسية 50 فصلاً.[5]

## مديرو المدرسة
- عبد الله بن إبراهيم السليم.
- راشد بن نغميش.
- سليمان الدغيري.[6]